# John Ray
John Ray (til 1670 John Wray, latin Rajus) (født 29. november 1627 i Black Notley i Essex, død 17. januar 1705 sammesteds) var en engelsk præst og naturvidenskabsmand, kendt som den engelske naturhistories fader.
John Ray skrev vigtige arbejder om botanik, zoologi og naturteologi. I Historia Plantarum klassificerede han planter som et vigtigt skridt mod en moderne taxonomi. Ray afviste den diktoma taxonomi, som klassificerede efter egenskaber eller typesystemer. Han anvendte ydre ligheder og forskelle. Han var dermed en fortaler for empiri og kæmpede mod skolastikernes rationalisme.
1676 publicerede John Ray sin og Francis Willughbys Ornithologia, som er begyndelsen for ornitologien i Europa.

## Biografi
John Ray blev født i en lille by i Black Notley. Hans far var formentlig smed. Som 16-årig begyndte han studier ved Catharine Hall i Cambridge og fortsatte dem  ved Trinity College. I 1651 begyndte han at undervise der, først i græsk senere i flere andre fag. 
Efter sædvane kunne han prædike på universitetet, skønt han ikke var præsteviet. Nogle af hans prædikener blev meget berømte som The Wisdom of God in the Creation og The Chaos, Deluge and Dissolution of the World. Han var en værdsat forelæser, og blandt hans elever var Francis Willughby. Den 23. december 1660 blev han præsteviet.
I 1661 kunne han ikke få sig til at underskrive Act of Uniformity og forlod college i 1662. I 1663 foretog han, Willughby og nogle andre af hans elever en rejse til kontinentet. Han havde tidligere rejst gennem Storbritannien. Disse rejser skrev han om i Observations topographical, moral, and physiological, made on a Journey through part of the Low Countries, Germany, Italy, and France fra 1673.
På rejserne indsamlede han og Willughby en mængde planter og dyr. Willughby døde i 1672 og efterlod sig værker om ornitologi og iktyologi, som Ray måtte redigere, før de kunne offentliggøres. 
I 1670 udgav han Catalogus plantarum Angliae, som ligger til grund for alle senere floraer i Storbritannien. Andre betydningsfulde værker var Methodus planiarurn nova fra 1682 og hans hovedværk Historia generalis plantarum, der blev udgivet i tre bind 1686, 1688 og 1704.
I 1667 blev han indvalgt i Royal Society. Han giftede sig med Margaret Oakley fra Launton i 1673. I 1679 flyttede han hjem til Black Notley, hvor han døde. Han førte et beskedent liv og led af dårligt helbred. Dagene fyldte han med arbejde.

## Forfatterskab
Rays første bog var Catalogus plantarum circa Cantabrigiam nascentium (1660 med bilag 1663 og 1685). Den skrev han med sin amicissimus et individuus comes, John Nid. I den ordner han planterne alfabetisk, men i afslutningen skitserer han en klassifikation, som er anderledes end Caspar Bauhins. Planternes voksesteder er omhyggeligt beskrevet, og studenter i Cambridge kan endnu genfinde dem, hvor Ray har udpeget dem. Værket viser påvirkning fra Joachim Jung fra Hamborg, som døde i 1657 uden at have udgivet sine værker, men Ray fik manuskripterne af Samuel Hartlib i 1660.
De to første oplag af Catalogus plantarum Angliae fra 1670 og 1677 er ligeledes alfabetisk ordnede, men i Synopsis stirpium rum fra 1690 og 1696 har han udviklet den klassifikation, som han begyndte at anvende i Methodus plantarum nova fra 1682.
Methodus bygger i det meste på Andrea Cesalpino og Jung og er mere påvirket af Robert Morison. Han udgik fra kimblade i sin klassifikation, men forskellen mellem enkimbladede planter og tokimbladede planter opdagedes først af Nehemiah Grew (1641-1712). Han skelnede i taksonomien mellem træer og blomster.
Systematikken i Methodus udvikledes yderligere i Historia plantarum. Her beskrev han 18.625 arter. Han kunne endnu ikke bestemme sig for hvilket system, han skulle anvende, og i de forskellige udgaver reviderede han sit arbejde og var skiftevis frukticist og corollist, i det senere influeret af Joseph Pitton de Tournefort.
Rays forskning rummede værker om zoologi, dels gennem redigeringen af Willughby, dels i egne arbejder. De behandlede pattedyr, reptiler, fisk og insekter. Han samlede tillige ordsprog, som han lod udgive. Hans trykte prædikener blev yderst populære og oversat til flere sprog.

## Værker
(efter udgivelsesår)
| - 1660: Catalogue of Cambridge plants. - 1668: Tables of plants. - 1668: Catalogue of English plants. - 1670: Catalogue of English proverbs. - 1673: Observations in the Low Countries and Catalogue of plants not native to England. - 1674: Collection of English words not generally used. - 1675: Trilingual dictionary, or nomenclator classicus. - 1676: Willughby's Ornithologia. (egentlig skrevet af Ray på grundlag af noter fra Francis Willughby") - 1682: New method of plants. - 1686: History of fishes. Illustrationer subscriberede af Fellows of the Royal Society. Samuel Pepys, der var præsident for selskabet,tegnede sig for subscribtion af 79 af illustrationerne. - 1686–1704: History of plants. 3 vols, vol 1 1686, vol 2 1688, vol 3 1704. - 1690: Synopsis of British plants. - 1691: The wisdom of God manifested in the Works in the Creation. 2nd ed 1692, 3rd ed 1701, 4th ed 1704 (udvidet for hver ny udgave). Hans mest populære værk. Senere benævnt naturlig teology, der forklarer levende organismers adaptation som Guds værk. Bogen blev plagieret af William Paley i dennes Natural theology fra 1802. | - 1692: Miscellaneous discourses concerning the dissolution and changes of the world. Bogen rummer blandt andet en vigtig diskussion af fossiler. Ray insisterede her på, at fossiler en gang havde været levende organismer, i modsætning til Martin Lister og Edward Llwyd: "Disse fossiler var oprindelligt skaller og ben af levende fisk og andre dyr, der levede i havet" ("These [fossils] were originally the shells and bones of living fishes and other animals bred in the sea"). Raven kommenterede, at det var "den mest fyldestgørende og oplyste behandling af en englænder" ("The fullest and most enlightened treatment by an Englishman") i datiden. - 1693: Synopsis of animals and reptiles. - 1693: Collection of travels. - 1694: Collection of European plants. - 1695: Plants of each county. (Camden's Britannia) - 1696: Brief dissertation. - 1700: A persuasive to a holy life. - 1705. Method and history of insects. (Post-mortem, unedited) - 1713: Synopsis of birds and fishes. - 1713 Three Physico-theological discourses. Dette er egentlig 3 udgave af Miscellaneous discourses, den sidste af Ray inden hans død og forsinket ved sin udgivelse. I denne bog tog Ray forbehold for sin tidligere vurdering af fossiler, øjensynligt fordi han havde religiøse vanskeligheder med implikationerne ved at arter var uddøde. |

## Betydning
John Ray regnes som en af de fremmeste inden for den britiske botaniks historie. Han fik også anerkendelse internationalt, idet Carl von Linné anvendte hans Historia Plantarum, da han skabte sin systematik.